# El eslabón podrido
El eslabón podrido es una película de  terror dramático argentina de 2016 coescrita, producida, interpretada y dirigida por Valentín Javier Diment.
La película fue presentada por primera vez en el Festival de Cannes como Work in progress en una gala organizada por Blood Windows y posteriormente participó en la 18° edición del BAFICI.

## Producción
El director se le ocurrió la idea de la película luego de que un amigo que acababa de visitar la provincia de Córdoba le comentara sobre un pueblo pequeño que había visitado, agregando que sería el lugar perfecto para hacer una película de terror. Desde ese momento el director y su amigo (Sebastián Cortés) empezaron a esbozar una primera visión del argumento. 
Varios años después de haber dejado el proyecto y estrenado un par de películas, los guionistas retomaron la redacción, en especial el director, quien se hallaba "entusiasmado" por dirigirla). Lo terminaron con la ayuda de Martín Blousson y Germán Val.
Sin embargo, a pesar de que la idea inicial era filmar en el pueblo que inspiró al director, el presupuesto de tener que viajar constantemente impidió su realización. Una de las locaciones de Buenos Aires fue la elegida para idear un "pueblo inventado" similar al de la historia original (con algunas influencia de la Patagonia argentina).

## Reparto
- Luis Ziembrowski como Raulo.
- Marilú Marini como Ercilia.
- Paula Brasca como Roberta.
- Germán de Silva como Sicilio.
- Susana Pampín como Luz.
- Marta Haller como Esther.
- Javier Diment como Aarón.
- Luis Aranosky como Camilo.
- Lola Berthet como Ana.
- Sergio Boris como Klaus.
- Valentín Javier Diment como Aron.
- Mario Das Airas como Orlando.
- Luis Aranosky como Camilo.
- Bimbo Godoy como Elsa.
- Sebastián Mogordoy como Chacho.
- Pamela Rementería como Irma.
- Alberto Uro como Urquijo.

## Recepción

### Crítica
La cinta de Diment fue aclamada por la prensa especializada. En el portal Todas Las Críticas tiene una aprobación del 96% con un promedio de 7/10 basado en 26 críticas. Desde el sitio Escribiendo Cine Emiliano Basile describe a la película como "esa genial y crítica parábola social" donde se perciben toques de humor en una cinta que se presenta pesimista acerca de la sociedad que aborda con "sombría visión". A su vez Matías Orta desde el portal A Sala Llena definió a la película como "perturbador", aclarando que el cine del realizador ya daban muestras de "una mente desquiciada". El crítico además alaba la actuación del reparto en general destacando al actor fetiche del director Luis Ziembrowski y los lucimientos de Brasca, De Silva y, sobre todo, Marilú Marini. Gustavo Castagna del sitio Leedor concluye que "todo funciona a la perfección" tanto el "brillante trío protagónico" como los actores secundarios. La describe como "violenta", "visceral", "mohosa" y "sucia" pero "más que prolija" desde sus aspectos formales.

### Comercial
La película tuvo un estreno de no más de 10 salas por tratarse de una película independiente con 3000 espectadores en su primera semana.

## Premios y nominaciones

### Participación en festivales de cine
| Festival                                   | Fecha de evento            | Categoría          | Premio  | Ref   |
| ------------------------------------------ | -------------------------- | ------------------ | ------- | ----- |
| Festival de Cine de Sitges                 | 9 al 18 de octubre de 2015 | Premio del público | Ganador | [ 6 ] |
| Festival de Cine de Género de Porto Alegre | 13 al 29 de mayo de 2016   | Mejor película     | Ganador | [ 7 ] |